# 衆参同日選挙
衆参同日選挙（しゅうさんどうじつせんきょ）は、衆議院議員総選挙と参議院議員通常選挙の投票日を同日にする選挙のこと。衆参同時選挙、衆参ダブル選挙とも呼ばれる。

## 概説
衆参同日選挙は参議院の非改選議員以外の国会議員、すなわち衆議院議員の全員と参議院議員の半数が改選されるので、一度に多くの民意を反映させやすい選挙である。また、衆議院議員の参院選立候補、改選参議院議員の衆院選立候補など、衆参の鞍替えがしやすい選挙になる。
投票日は同日であるが、公職選挙法の規定により、衆参で公示日がずれるので、選挙運動期間は異なる。なお、公職選挙法第87条により、1人の候補者が両方の選挙に同時に立候補をすることは出来ない。
同日選の次の国政選挙は、参議院は3年後であり、衆議院は総選挙から解散までおおよそ3年程度の間がおかれることが通例であるため、補欠選挙を除いて国政選挙が3年程度の間、行われない可能性が高くなる。過去2回の同日選の場合、3年後の参院選のおおむね半年後に衆院選が行われている。
同日選では投票率が上がり、浮動票に依存する政党に有利であり、組織票に依存する政党に不利であるという見方が一般的となっている。戦後の日本人の思想傾向は、棄権者を含め、与党である保守政党を積極的に支持しないまでも中道右派である人が多数派であり、それに対抗する少数派の与党批判層が必ず選挙に行くことで国会の議席がおおむね与党:野党=2:1になる55年体制が続いてきた。そのため政権を担当している時の与党が衆院選で勝ち、支持率が低くない状況で同日選を行えば、普段は棄権している潜在的与党支持層も投票に行くことで与党に有利になるとされる。
また、与党に有利とも言われる。これは、衆院選あるいは参院選を単独で行った場合は野党間で候補者調整などの選挙協力を行いやすいが、同日選となった場合はそれぞれの政党が議席の獲得を目論むため、選挙協力を行いにくいという事情があるからである。野党に不利であることは選挙結果にも現れており、実施された2回とも野党第一党だった社会党、第二党だった公明党は惨敗し、議席を減らしている。
特に参院選は衆院選に比べて投票率が低い傾向があるため、同日選による投票率への影響が顕著である。また参院選よりも衆院選が注目されがちなことや、本来なら参院選の候補者の応援に回る衆議院議員が自分の選挙活動に専念しがちなことから、与党の参議院幹部からは反対論が出ることが多い。
1994年に衆議院の選挙制度が中選挙区制から小選挙区比例代表並立制に変更された。中選挙区制は「人を選ぶ選挙」と呼ばれ、強固な後援会組織を誇る自民党の候補者が派閥対抗で競い合い、同日選ではそろって参院選候補を後押ししたが、現行の小選挙区制は「政党を選ぶ選挙」の意味合いが強く、地盤が不安定な若手の衆議院議員も少なくない。このため「同日選になっても衆院選の勢いが参院選に波及しにくい」との見方もある。
また1994年の制度変更によって同日選では有権者は4枚の投票用紙に投票先を書くことになる。2016年、安倍晋三首相は「同日選をやったら投票用紙は四枚。有権者はバランス感覚があるから、全部に自民党とは書かない」と述べて、同日選を避けた例がある。

## 選挙期日の法的制約
衆議院議員の任期満了による総選挙は、任期満了の日の前30日以内に行われる（公職選挙法31条）。参議院議員の通常選挙は、任期満了の日の前30日以内に行われる（公職選挙法32条1項）。
ただし、衆参同日選挙を行うにあたって、衆議院議員の任期満了と参議院議員の任期満了の日が異なるケースが多い。この場合、衆議院を解散して選挙期日を合わせることになる。また、衆議院が解散されたときは、参議院は、同時に閉会となる（日本国憲法第54条第2項）。
衆議院が解散されたときは、解散の日から40日以内に衆議院議員総選挙を行わなければならない（日本国憲法54条第1項、公職選挙法第31条3項）。また、参議院の通常選挙を行う期間が、参議院開会中または参議院閉会の日から23日以内にかかる場合、参議院閉会の日から24日以後30日以内に行う（公職選挙法32条2項）。
以上の法令に照らし日程上の制約が生じる。
なお、衆参同日選挙を目的とした7条解散について「両院議員にふさわしい人物を選ぶ機会を奪い、憲法違反」として第36回衆議院議員総選挙の無効を求めた訴訟が起こされたが、1987年3月25日に名古屋高裁が訴えを棄却し、同年11月24日に最高裁が上告を棄却し、衆参同日選挙を目的とした7条解散による衆院選を無効としない判決が確定している。

## 問題点
同時に投票を行うため、衆参が似たような構成になってしまうこと、選挙のない国会議員が参議院の半数の非改選議員のみになり、衆議院解散から投票日までの期間（衆議院議員が存在しない）と参院選の期間（改選予定の参議院議員が選挙運動中）が重なって政治空白ができてしまい、緊急事態の際に国会決議が行えない可能性があることを理由に、違憲論が存在する。
これに対する反論として、衆議院と参議院で異なる選挙制度を導入することによって衆参がそれぞれ異なる構成になることが期待されること、緊急事態の際には政治空白を避けるために、定足数の面からは参議院の非改選議員だけでも緊急集会を開くことができること等の理由から、合憲論もある（ただし、緊急集会は衆議院解散の場合に限定されているため、衆院選が任期満了によるものである場合、緊急集会を開くことはできない）。
全国区制や異なる選挙区制など、多数の制度の選挙が同時に行われるため、有権者から見ると複雑でわかりにくいという指摘がある。過去の同日選では衆議院選挙区（中選挙区）、参議院選挙区（中選挙区または小選挙区（参議院一人区））、参議院全国区または比例代表区と3つの制度の選挙、さらに最高裁裁判官国民審査が同時に行われた。参院選全国区が存在した1980年の衆参同日選挙では他の国政選挙と比較して無効票が増えたと報道された。
1994年の衆院選制度変更（小選挙区比例代表並立制導入）以降に同日選が行われた場合、衆議院選挙区（小選挙区）、衆議院比例代表区、参議院選挙区（中選挙区または小選挙区（参議院一人区））、参議院比例代表区と4つの制度の選挙（最高裁裁判官国民審査も加えると5つ）が同時に行われることになる。また2000年に参議院比例代表選挙が非拘束名簿式に変更されたことにより、同日選となった場合、衆参の比例代表区では「政党にしか投票できない衆院選」と「候補者にも政党にも投票が可能な参院選」が同時に行われることとなり、一層複雑になると指摘する意見がある。
2019年7月の第25回参院選から比例区では政党の判断で拘束名簿式の「特定枠」を設定することが可能となり（特定枠に掲載された候補者は候補者名を冠した選挙運動を行うことができず、特定枠の候補者票は政党票としてカウントされる）、これによって2019年7月以降に同日選となった場合、衆参の比例代表区では単純拘束名簿式（衆議院）と厳正拘束名簿式・非拘束名簿式（参議院）の3つが混在することになる。

## 衆参同日選挙の実例
衆参同日選挙は過去に2回例がある。いずれも与党・自民党が圧勝する結果になっている。
うち1回はハプニング解散と呼ばれ、大平正芳首相が選挙期間中に急死して弔い選挙となった特異な例である。
| 年月日        | 選挙                                            |
| ------------- | ----------------------------------------------- |
| 1980年6月22日 | 第36回衆議院議員総選挙 第12回参議院議員通常選挙 |
| 1986年7月6日  | 第38回衆議院議員総選挙 第14回参議院議員通常選挙 |

## 変則衆参同時選挙
衆院選と参院選の投票日が数日違いの選挙を変則衆参同時選挙と呼ぶことがある。過去2回例があるが、投票日の設定を日曜日とすることが慣例となっている現在ではほぼ起こりえない。衆参同日選挙とは逆に与党が敗北する結果になっている。
| 年     | 月日    | 選挙                    |
| ------ | ------- | ----------------------- |
| 1947年 | 4月20日 | 第1回参議院議員通常選挙 |
| 1947年 | 4月25日 | 第23回衆議院議員総選挙  |
| 1953年 | 4月19日 | 第26回衆議院議員総選挙  |
| 1953年 | 4月24日 | 第3回参議院議員通常選挙 |